# Ana Maria da Hungria
Ana Maria da Hungria foi uma princesa húngara, filha do rei André II da Hungria e Gertrude da Merânia, da dinastia Árpád. Ela era irmã de Santa Isabel da Hungria.
Em janeiro de 1221, ela se casou com o tsar João Asen II da Bulgária, tornando-se sua segunda esposa. Seu pai foi forçado a concordar com o casamento para conseguir sair da Bulgária, onde havia sido capturado ao voltar da Quinta Cruzada em 1218. Seu dote incluía as cidades de Beograd e a região de Braničevo.
Ana Maria morreu de peste bubônica em 1237 e foi enterrada na Igreja dos Quarenta Santos Mártires em Tarnovo.

## Família
Ana Maria e João Asen II tiveram diversos filhos, incluindo:
- Helena, casada com Teodoro II Ducas Láscaris do Império de Niceia.
- Tamar, que, em certa ocasião, alegou ser noiva do futuro imperador Miguel VIII Paleólogo.
- Colomano Asen I, que o sucedeu como imperador em 1241 e reinou até 1246.
- Pedro, que morreu em 1237.